# テレフタル酸ジオクチル
テレフタル酸ジオクチル (ビス(2-エチルヘキシル) ベンゼン-1,4-ジカルボキシレート あるいは ジ(2-エチルヘキシル) テレフタル酸)は、化学式C6H4(CO2C8H17)2で表される有機化合物である。DOTP（Dioctyl terephthalate）、DEHT（Di(2-ethylhexyl) terephthalate）などとも略記される。テレフタル酸に、分岐鎖を持つ2-エチルヘキサノールが結合したジエステルで、粘稠性のある無色の液体である。ポリ塩化ビニル用の非フタル酸系可塑剤として利用される。類似した構造を持つフタル酸エステルのフタル酸ビス(2-エチルヘキシル)（フタル酸ジオクチル、DOP）やフタル酸ジイソノニル（DINP）に比べて法規制が緩く、これらの代替品として使用されている。

## 製造
テレフタル酸ジオクチルの製造方法は、テレフタル酸ジメチルを2-エチルヘキサノールでエステル交換する方法と、
C6H4(CO)2(OCH3)2  +  2 C8H17OH  →  C6H4(CO2 C8H17)2  +  2CH3OH
テレフタル酸を2-エチルヘキサノールで直接エステル化する方法とがある。
C6H4(CO2H)2  +  2 C8H17OH  →  C6H4(CO2 C8H17)2  +  2H2O

## 用途
DOTPは、一部のオルトフタル酸エステル系可塑剤でみられたような肝酵素のペルオキシソームの増殖を示さないことから、毒性が低く、安全性が高いと考えられている。DOPに比べて耐熱老化性・電気絶縁性に優れ、軟質塩ビ全般に使用される。DOTPと同様に合成樹脂に可塑性をもたらす化合物には、フタル酸エステル系のフタル酸ジイソノニル、フタル酸ビス(2-エチルヘキシル)、フタル酸ビス(2-プロピルヘプチル、フタル酸ジイソデシル、および非フタル酸系の1,2-シクロヘキサンジカルボン酸ジイソノニルやクエン酸エステルなどがある。

## 健康への影響
フランス医薬品・保健製品安全庁が任命した委員会によると、DOTPをはじめとする代替可塑剤およびその代謝生成物の暴露による毒性や、医療機器からの移行に関する臨床データはほとんどない。
フランス政府の報告書は、「現在入手可能な情報では、テレフタル酸ジ-2-エチルヘキシル（DEHTP）が健康または環境リスクをもたらすとは予想されない。DEHTPは生殖に有毒であるとは見なされず、潜在的な内分泌破壊特性は確認されなかった。」と記している。
韓国の研究者は、「DEHPと化学量論的に同等のフタル酸エステルであるDEHTは、潜在的な生殖および発生毒性を有することが示されている（原文ママ）」と述べている。引用された無有害作用量は実際にはかなり高く、生殖毒性の可能性が低いことを示す。さらに同論文では「妊娠中のラットに750mg/kg/dのDEHTを与えて、雄の子孫に抗アンドロゲン作用を誘発するDEHTの能力を評価したが、変化は観察されなかった。」そしてさらに「未成熟の雌に2,000mg/kg/dまでのDEHTを与えた子宮栄養試験の結果から、この化合物はエストロゲン活性を有さないことが示された。」と述べている。

## 法規制
電子機器の分野では、フタル酸ジイソブチル（DIBP）、フタル酸ジブチル（DBP）、フタル酸ベンジルブチル（BBP）、フタル酸ジ-2-エチルヘキシル（DEHP）の4種類の物質が欧州連合のRoHS指令の規制を受ける。また、玩具や育児用品の分野ではDBP、BBP、DEHPとフタル酸ジ-n-オクチル（DNOP）、フタル酸ジイソノニル（DINP）フタル酸ジイソデシル（DIDP）の6種類がヨーロッパ、アメリカ、中国、日本で規制されている。DOTPはこれらの規制を受けないことから、代替可塑剤として利用される。
DOTPは日本の消防法において危険物第4類第四石油類に区分される。